# Butte (bergvorm)
Een butte is een geïsoleerde heuvel met steile, vaak verticale wanden en een smalle, redelijke vlakke top. Het behoort tot het type inselberg, maar verschilt van een mesa of tafelberg doordat de basis van de berg kleiner of gelijk aan de hoogte is, terwijl de basis bij een mesa veel langer is dan de hoogte. Butte komt uit het Frans, waarin het kleine heuvel betekent. Deze benaming wordt vooral in het westen van de Verenigde Staten gebruikt. Door hun karakteristiek uitzicht worden buttes vaak gebruikt als herkenningspunt in hun omgeving. Buttes ontstaan door erosie, wanneer een harde bovenlaag zachtere rotslagen bedekt. Deze harde laag verhindert erosie, terwijl de zachtere onderlaag wel erodeert.
Er staan er veel van in Monument Valley, Utah. Bekende buttes zijn Scotts Bluff, een keten van 5 buttes in Nebraska, Crested Butte in Colorado, Elephant Butte in New Mexico en Devils Tower in Wyoming.
George Edmund Butler verwerkte een butte in zijn schilderij Polygoonbos. Het Polygoonbos was een bos, dat in de Eerste Wereldoorlog geheel werd verwoest. Het lag bij Zonnebeke in België.
|  |  |  |  |  |